# خزعة شغاف وعضلة القلب
خِزْعَة شَغَاف وعضلة القلب (بالإنجليزية: Endomyocardial biopsy)‏ هي جراحة متوغلة تُستَخدم بشكل روتيني للحصول على عينات صغيرة من عضلة القلب، وذلك بشكل أساسي للكشف عن رفض القلب المتبَرَّع به بعد عملية زراعة قلب. كما أنها تستخدم أيضا كأداة تشخيص لبعض أمراض القلب.

## دواعي الاستعمال
السبب الرئيسي لإجراء خزعة شغاف وعضلة القلب هو تقييم رفض الطعم الخيفي (طعم من فرد ينتمي لنفس النوع) بعد عملية زراعة قلب وأحياناً تقييم اعتلال عضلة القلب، وبعض أبحاث أمراض القلب وعدم انتظام ايقاع القلب، أو الخلل البطيني غير المبرر.

### مراقبة زراعة الأعضاء
تسمح رؤية المظهر المجهري لعضلة القلب باكتشاف الرفض بواسطة الخلايا أو بواسطة الأجسام المضادة ويُوصى بمراقبة القلب المزروع بشكل متناوب خلال السنة الأولى بعد زراعة القلب. وفي بعض الأحيان، تستمر المراقبة لأكثر من عام.
يبقى استخدام خزعة شغاف وعضلة القلب في مراقبة رفض زراعة القلب هو الاختبار المعياري الذهبي على الرغم من تزايد استخدام  الفحوصات الأولية للتنبؤ بالرفض مثل تصوير القلب بالرنين المغناطيسي وتحديد التعبير الجيني.

### أمراض عضلة القلب
تلعب خزعة شغاف وعضلة القلب دوراً في تشخيص التهاب القلب الفيروسي والتهاب القلب الالتهابي.

## الآلية
تُعتبر خزعة شغاف وعضلة القلب للبطين الأيمن عبر الوريد الوداجي الداخلي إجراءً نموذجياً بعد عملية زراعة القلب. يُستخدم الخازع (جهاز أخذ عينات الخزعات) للوصول إلى القلب عن طريق إدخال غمد في الوريد الوداجي الداخلي الأيمن أو إداخله في الوريد الفخذي وهو الأقل شيوعاً. وتتضمن المراقبة أثناء القيام بهذه الجراحة إجراء تخطيط القلب وضغط الدم. يُستخدم تخطيط صدى القلب أو التنظير التألقي (الكشف بالتفلور) لتوجيه الخازِع وتثبيته في موقعه الصحيح قبل أخذ عينة الخزعة وفي حالات زراعة الأعضاء، وتُؤخذ عادةً ثلاث أو أربع عينات أو أكثر.
يمكن أن يحدث تليف في شغاف القلب وعضلته في حال إجراء الخزعات بشكل متكرر. ويقل هذا الخطر إذا كان الجرّاح خبيراً. على عكس الكشف عن الرفض، تُستهدف مواقع خزعة مختلفة داخل القلب لتشخيص أمراض القلب.
من الممكن أخذ خزعة من البطين الأيسر عبر شرايين الفخذ ولكن ذلك أقل شيوعًا.

## قيود
تعتمد دقة التشخيص بواسطة خزعة شغاف وعضلة القلب على ما إذا أُخذت الخزعة من الموقع الصحيح. هناك خطر أن يكون التشخيص مُضَلِّلاً أو خاطئاً إذا أُخِذَت الخزعة من مكان غير الجزء المصاب من عضلة القلب، لا سيما مع التهاب عضلة القلب أو التليف.
كما يعكس أخصائي علم الأمراض ذو الخبرة والمتمرس على تحليل الخزعة وتفسيرها موثوقية خزعات شغاف وعضلة القلب. وقد لوحظ تباين بين علماء الأمراض.

## مضاعفات
كان مصدر القلق المتكرر فيما يتعلق بخزعة شغاف وعضلة القلب هو مدى أمانها. ومع ذلك فإن خطرها منخفض بنسبة تقل عن 1% عندما يجريها طبيب متمرس في مركز متخصص.
تشمل المضاعفات المحتملة، والتي تحدث جميعها تقريبًا في وقت الإجراء، تمزق الحاجز البطيني من جهة اليمين، وإعاقة التوصيل، وعدم انتظام ضربات القلب، واسترواح الصدر، وقصور الصمام ثلاثي الشرفات، وانسداد رئوي. سُجِّلت حالات وفاة ولكنها نادرة.

## تاريخ
كانت خزعات القلب المبكرة، وأخذ عينات من غشاء التامور، في النصف الأخير من خمسينيات القرن الماضي (1950) تُنفذ من خلال قطع في الحيز الوربي (الفراغ بين ضلعين) الأيسر عند التقاطع الضلعي الغضروفي. ومع ذلك، فإن هذه الطريقة تزيد خطر تعرض الرئة والأوعية الدموية التاجية للضرر، والاندحاس القلبي، وعدم انتظام ضربات القلب.
تطورت خزعة شغاف وعضلة القلب، (أخذ عينة من عضلة القلب)، في اليابان حيث كان أول من ابتكرها س.ساكاكيبرا وس.كونو عام 1962.
بدأ مفهوم إدخال إبرة خزعة من خلال الوريد الوداجي الأيمن الداخلي أو الخارجي للوصول إلى الحاجز البطيني من جهة اليمين لغرض أخذ عينات من عضلة القلب في عام 1965. في عام 1972، قام فيليب كيفز بتعديل الخازع والآلية. وكان هذا للسماح بالوصول عن طريق الجلد.